# Bürgermeisterei Idenheim
Die Bürgermeisterei Idenheim war eine von ursprünglich 42 preußischen Bürgermeistereien, in die sich der 1816 neu gebildete Kreis Bitburg im Regierungsbezirk Trier verwaltungsmäßig gliederte. Von 1822 an gehörte der Regierungsbezirk Trier, damit auch die Bürgermeisterei Idenheim, zu der in dem Jahr neu gebildeten Rheinprovinz. Der Verwaltung der Bürgermeisterei unterstanden fünf Gemeinden. Der Verwaltungssitz war bis 1860 in der heutigen Ortsgemeinde Idenheim danach in Bitburg im Eifelkreis Bitburg-Prüm in Rheinland-Pfalz.

## Gemeinden und zugehörige Ortschaften
Zur Bürgermeisterei Idenheim gehörten folgende Gemeinden (Einwohnerzahlen, Stand 1843):
- Dahlem (209 Einwohner) mit der Knappmühle (5)
- Idenheim (330) mit dem Weiler Meilbrück (19)
- Idesheim (232)
- Röhl (546) mit dem Hof Pfalzkyll (9)
- Sülm (407) mit der Looskyller Mühle (12)

Insgesamt lebten 1843 im Bürgermeistereibezirk 1.769 Menschen in 286 Wohnhäusern. Annähernd alle Einwohner waren katholisch. Es gab je eine Kirche in Idenheim und Sülm sowie jeweils eine Kapelle in Dahlem, Idesheim, Röhl und bei der Looskyller Mühle. Jeder der fünf Gemeinden hatte eine Schule.
Bei einer statistischen Erhebung aus dem Jahr 1885 wurden 1.773 Einwohner in 318 Haushalten gezählt; die Fläche der zugehörenden Gemeinden betrug insgesamt 3.646 Hektar, davon waren 2.156 Hektar Ackerland, 220 Hektar Wiesen und 1.109 Hektar Wald.

## Geschichte
Vor 1794 gehörten alle Ortschaften zum Amt Welschbillig im Kurfürstentum Trier. Im Jahr 1794 hatten französische Revolutionstruppen das Linke Rheinufer besetzt. Unter der französischen Verwaltung waren die genannten Ortschaften von 1798 an dem Kanton Pfalzel zugeordnet, der zum Arrondissement Trier im Saardepartement gehörte.
Aufgrund der Beschlüsse auf dem Wiener Kongress wurden 1815 wesentliche Teile des Rheinlands dem Königreich Preußen zugeordnet. Unter der preußischen Verwaltung wurden im Jahr 1816 Regierungsbezirke und Kreise neu gebildet, linksrheinisch behielt Preußen in der Regel die Verwaltungsbezirke der französischen Mairies vorerst bei. Die Bürgermeisterei Idenheim entsprach insoweit der vorherigen Mairie Idenheim. Die Bürgermeisterei Idenheim wurde dem Kreis Bitburg im Regierungsbezirk Trier zugeordnet. Der Amtssitz war zunächst in Idenheim, ab 1860 wurde die Bürgermeisterei von Bitburg aus mitverwaltet. 1928 erfolgte die Auflösung der Bürgermeisterei Idenheim und die Eingliederung in das Amt Bitburg-Land (bis Ende 1927 Bürgermeisterei Bitburg-Land).
Alle Ortschaften gehören heute verwaltungsmäßig zur Verbandsgemeinde Bitburger Land im Eifelkreis Bitburg-Prüm in Rheinland-Pfalz.